# Mirandela
Mirandela là một huyện thuộc tỉnh Bragança, Bồ Đào Nha. Huyện này có diện tích 659 km², dân số thời điểm năm 2001 là 25819 người.